# John Utaka
John Chukwudi Utaka (Enugu, 8 gennaio 1982) è un ex calciatore nigeriano, di ruolo attaccante.
Anche suo fratello Peter è un calciatore.

## Caratteristiche
Può essere impiegato sia come centravanti che come seconda punta o all'occorrenza come ala offensiva o attaccante esterno. Dal CT Ardu viene usato essenzialmente come centrocampista centrale.

## Carriera

### Club
Incomincia a giocare per i nigeriani dell'Enugu Rangers per poi passare agli egiziani dell'Ismaily Sporting Club. In Africa segna 28 reti in 66 presenze. Nel 2001 è ai qatarioti dell'Al-Sadd Sports Club dove trova 14 segnature in 27 incontri con una buona media di 0,5 gol/partita. Nel 2002 viene acquistato dai francesi del Racing Club de Lens ed incomincia la sua avventura in Europa: qui Utaka vive in zone di media-alta classifica dove segna ben 24 reti in 102 incontri. Nel 2005 con l'arrivo del Lens al 7º posto raggiunge l'Europa ma passa al Rennes FC. Qui Utaka trova un settimo ed un quarto posto che significa Coppa UEFA che purtroppo non può disputare perché passa l'anno successivo Portsmouth FC concludendo ai bretoni con 22 realizzazioni in 2 stagioni giocate da titolare. Va a giocare in Premier League ma conquista poche presenze (53) in 3 stagioni giocando spesso come centravanti ma impiegato a volte come ala offensiva. Vince la FA Cup nel 2008 con un gol di Nwankwo Kanu: Utaka tira il portiere del Cardiff City respinge corto su Kanu che deve solo appoggiare.
Nel 2011 passa al Montpellier. Con il Montpellier è riuscito a vincere la ligue 1 e si tratta della prima volta in assoluto per il club del sud di Francia. L'apporto di Utaka risulta decisivo ai fini della conquista del titolo, infatti l'attaccante nigeriano realizza una doppietta all'ultima decisiva giornata, nella partita vinta 2-1 contro l'Auxerre.

### Nazionale
La Nigeria si è avvicinata molto alla Coppa d'Africa ma finora in 5 anni ha collezionato ben 4 terzi posti a Mali 2002, Tunisia 2004, Egitto 2006 e Angola 2010. Ha collezionato 49 incontri e 6 reti tra il 2002 e il 2012.

## Statistiche

### Cronologia presenze e reti in nazionale
| Cronologia completa delle presenze e delle reti in nazionale ― Austria | Cronologia completa delle presenze e delle reti in nazionale ― Austria | Cronologia completa delle presenze e delle reti in nazionale ― Austria | Cronologia completa delle presenze e delle reti in nazionale ― Austria | Cronologia completa delle presenze e delle reti in nazionale ― Austria | Cronologia completa delle presenze e delle reti in nazionale ― Austria | Cronologia completa delle presenze e delle reti in nazionale ― Austria | Cronologia completa delle presenze e delle reti in nazionale ― Austria |
| Data                                                                   | Città                                                                  | In casa                                                                | Risultato                                                              | Ospiti                                                                 | Competizione                                                           | Reti                                                                   | Note                                                                   |
| ---------------------------------------------------------------------- | ---------------------------------------------------------------------- | ---------------------------------------------------------------------- | ---------------------------------------------------------------------- | ---------------------------------------------------------------------- | ---------------------------------------------------------------------- | ---------------------------------------------------------------------- | ---------------------------------------------------------------------- |
| 16-6-2001                                                              | Windhoek                                                               | Namibia                                                                | 0 – 2                                                                  | Nigeria                                                                | Qual. Coppa d'Africa 2002                                              | -                                                                      | Ingresso                                                               |
| 13-9-2001                                                              | Daejeon                                                                | Corea del Sud                                                          | 2 – 2                                                                  | Nigeria                                                                | Amichevole                                                             | -                                                                      |                                                                        |
| 16-9-2001                                                              | Pusan                                                                  | Corea del Sud                                                          | 2 – 1                                                                  | Nigeria                                                                | Amichevole                                                             | -                                                                      |                                                                        |
| 17-4-2002                                                              | Aberdeen                                                               | Scozia                                                                 | 1 – 2                                                                  | Nigeria                                                                | Amichevole                                                             | -                                                                      | 54’                                                                    |
| 4-5-2002                                                               | Lagos                                                                  | Nigeria                                                                | 3 – 0                                                                  | Kenya                                                                  | Amichevole                                                             | -                                                                      | 52’                                                                    |
| 7-6-2002                                                               | Kobe                                                                   | Svezia                                                                 | 2 – 1                                                                  | Nigeria                                                                | Mondiali 2002 - 1º turno                                               | -                                                                      |                                                                        |
| 8-9-2002                                                               | Luanda                                                                 | Angola                                                                 | 0 – 0                                                                  | Nigeria                                                                | Qual. Coppa d'Africa 2004                                              | -                                                                      |                                                                        |
| 29-3-2003                                                              | Blantyre                                                               | Malawi                                                                 | 0 – 1                                                                  | Nigeria                                                                | Qual. Coppa d'Africa 2004                                              | 1                                                                      |                                                                        |
| 1-6-2003                                                               | Lagos                                                                  | Nigeria                                                                | 3 – 0 dts                                                              | Camerun                                                                | LG Cup                                                                 | -                                                                      | [ 3 ]                                                                  |
| 7-6-2003                                                               | Abuja                                                                  | Nigeria                                                                | 4 – 1                                                                  | Malawi                                                                 | Qual. Coppa d'Africa 2004                                              | -                                                                      |                                                                        |
| 11-6-2003                                                              | Abuja                                                                  | Nigeria                                                                | 0 – 3                                                                  | Brasile                                                                | Amichevole                                                             | -                                                                      |                                                                        |
| 26-7-2003                                                              | Watford                                                                | Nigeria                                                                | 1 – 0                                                                  | Venezuela                                                              | Amichevole                                                             | -                                                                      |                                                                        |
| 27-1-2004                                                              | Monastir                                                               | Marocco                                                                | 1 – 0                                                                  | Nigeria                                                                | Coppa d'Africa 2004 - 1º turno                                         | -                                                                      |                                                                        |
| 31-1-2004                                                              | Monastir                                                               | Nigeria                                                                | 4 – 0                                                                  | Sudafrica                                                              | Coppa d'Africa 2004 - 1º turno                                         | -                                                                      |                                                                        |
| 4-2-2004                                                               | Sfax                                                                   | Nigeria                                                                | 2 – 1                                                                  | Benin                                                                  | Coppa d'Africa 2004 - 1º turno                                         | 1                                                                      | 85’                                                                    |
| 8-2-2004                                                               | Monastir                                                               | Camerun                                                                | 1 – 2                                                                  | Nigeria                                                                | Coppa d'Africa 2004 - Quarti di finale                                 | 1                                                                      |                                                                        |
| 11-2-2004                                                              | Radès                                                                  | Tunisia                                                                | 1 – 1 dts (4 – 3 dtr)                                                  | Nigeria                                                                | Coppa d'Africa 2004 - Semifinale                                       | -                                                                      |                                                                        |
| 13-2-2004                                                              | Monastir                                                               | Nigeria                                                                | 2 – 1                                                                  | Mali                                                                   | Coppa d'Africa 2004 - Finale 3º posto                                  | -                                                                      | 20’                                                                    |
| 29-5-2004                                                              | Londra                                                                 | Irlanda                                                                | 0 – 3                                                                  | Nigeria                                                                | Amichevole                                                             | -                                                                      |                                                                        |
| 31-5-2004                                                              | Londra                                                                 | Giamaica                                                               | 0 – 2                                                                  | Nigeria                                                                | Amichevole                                                             | 1                                                                      |                                                                        |
| 5-6-2004                                                               | Abuja                                                                  | Nigeria                                                                | 2 – 0                                                                  | Ruanda                                                                 | Qual. Mondiali 2006                                                    | -                                                                      |                                                                        |
| 20-6-2004                                                              | Luanda                                                                 | Angola                                                                 | 1 – 0                                                                  | Nigeria                                                                | Qual. Mondiali 2006                                                    | -                                                                      | 89’                                                                    |
| 3-7-2004                                                               | Abuja                                                                  | Nigeria                                                                | 1 – 0                                                                  | Algeria                                                                | Qual. Mondiali 2006                                                    | -                                                                      | 90’                                                                    |
| 5-9-2004                                                               | Harare                                                                 | Zimbabwe                                                               | 0 – 3                                                                  | Nigeria                                                                | Qual. Mondiali 2006                                                    | -                                                                      | 69’                                                                    |
| 26-3-2005                                                              | Port Harcourt                                                          | Nigeria                                                                | 2 – 0                                                                  | Gabon                                                                  | Qual. Mondiali 2006                                                    | -                                                                      | 70’                                                                    |
| 4-9-2005                                                               | Orano                                                                  | Algeria                                                                | 2 – 5                                                                  | Nigeria                                                                | Qual. Mondiali 2006                                                    | 1                                                                      | 56’                                                                    |
| 27-1-2006                                                              | Porto Said                                                             | Nigeria                                                                | 2 – 0                                                                  | Zimbabwe                                                               | Coppa d'Africa 2006 - 1º turno                                         | -                                                                      |                                                                        |
| 31-1-2006                                                              | Porto Said                                                             | Nigeria                                                                | 2 – 0                                                                  | Senegal                                                                | Coppa d'Africa 2006 - 1º turno                                         | -                                                                      | 77’                                                                    |
| 4-2-2006                                                               | Porto Said                                                             | Nigeria                                                                | 1 – 1 dts (6 – 5 dtr)                                                  | Tunisia                                                                | Coppa d'Africa 2006 - Quarti di finale                                 | -                                                                      | 59’                                                                    |
| 9-2-2006                                                               | Il Cairo                                                               | Senegal                                                                | 0 – 1                                                                  | Nigeria                                                                | Coppa d'Africa 2006 - Finale 3º posto                                  | -                                                                      |                                                                        |
| 6-2-2007                                                               | Londra                                                                 | Ghana                                                                  | 4 – 1                                                                  | Nigeria                                                                | Amichevole                                                             | -                                                                      |                                                                        |
| 24-3-2007                                                              | Abeokuta                                                               | Nigeria                                                                | 1 – 0                                                                  | Uganda                                                                 | Qual. Coppa d'Africa 2008                                              | -                                                                      | 59’                                                                    |
| 2-6-2007                                                               | Kampala                                                                | Uganda                                                                 | 2 – 1                                                                  | Nigeria                                                                | Qual. Coppa d'Africa 2008                                              | 1                                                                      | 55’                                                                    |
| 17-6-2007                                                              | Niamey                                                                 | Niger                                                                  | 1 – 3                                                                  | Nigeria                                                                | Qual. Coppa d'Africa 2008                                              | -                                                                      | 82’                                                                    |
| 8-9-2007                                                               | Warri                                                                  | Nigeria                                                                | 2 – 0                                                                  | Lesotho                                                                | Qual. Coppa d'Africa 2008                                              | -                                                                      |                                                                        |
| 14-10-2007                                                             | Juárez                                                                 | Messico                                                                | 2 – 2                                                                  | Nigeria                                                                | Amichevole                                                             | -                                                                      |                                                                        |
| 21-1-2008                                                              | Sekondi-Takoradi                                                       | Nigeria                                                                | 0 – 1                                                                  | Costa d'Avorio                                                         | Coppa d'Africa 2008 - 1º turno                                         | -                                                                      | 73’                                                                    |
| 25-1-2008                                                              | Sekondi-Takoradi                                                       | Nigeria                                                                | 0 – 0                                                                  | Mali                                                                   | Coppa d'Africa 2008 - 1º turno                                         | -                                                                      | 46’                                                                    |
| 29-1-2008                                                              | Sekondi-Takoradi                                                       | Nigeria                                                                | 2 – 0                                                                  | Benin                                                                  | Coppa d'Africa 2008 - 1º turno                                         | -                                                                      | 51’                                                                    |
| 27-5-2008                                                              | Graz                                                                   | Austria                                                                | 1 – 1                                                                  | Nigeria                                                                | Amichevole                                                             | -                                                                      | 76’                                                                    |
| 1-6-2008                                                               | Abuja                                                                  | Nigeria                                                                | 2 – 0                                                                  | Sudafrica                                                              | Qual. Mondiali 2010                                                    | -                                                                      |                                                                        |
| 7-6-2008                                                               | Freetown                                                               | Sierra Leone                                                           | 0 – 1                                                                  | Nigeria                                                                | Qual. Mondiali 2010                                                    | -                                                                      | 49’                                                                    |
| 6-9-2008                                                               | Port Elizabeth                                                         | Sudafrica                                                              | 0 – 1                                                                  | Nigeria                                                                | Qual. Mondiali 2010                                                    | -                                                                      |                                                                        |
| 29-5-2009                                                              | Londra                                                                 | Irlanda                                                                | 1 – 1                                                                  | Nigeria                                                                | Amichevole                                                             | -                                                                      |                                                                        |
| 20-6-2009                                                              | Radès                                                                  | Tunisia                                                                | 0 – 0                                                                  | Nigeria                                                                | Qual. Mondiali 2010                                                    | -                                                                      | 85’                                                                    |
| 25-5-2010                                                              | Wattens                                                                | Nigeria                                                                | 0 – 0                                                                  | Arabia Saudita                                                         | Amichevole                                                             | -                                                                      | 74’                                                                    |
| 30-5-2010                                                              | Milton Keynes                                                          | Nigeria                                                                | 1 – 1                                                                  | Colombia                                                               | Amichevole                                                             | -                                                                      | 75’                                                                    |
| 3-6-2012                                                               | Calabar                                                                | Nigeria                                                                | 1 – 0                                                                  | Namibia                                                                | Qual. Mondiali 2014                                                    | -                                                                      | 60’                                                                    |
| 9-6-2012                                                               | Blantyre                                                               | Malawi                                                                 | 1 – 1                                                                  | Nigeria                                                                | Qual. Mondiali 2014                                                    | -                                                                      | 83’                                                                    |
| Totale                                                                 |                                                                        | Presenze                                                               | 49                                                                     |                                                                        | Reti                                                                   | 6                                                                      |                                                                        |

## Palmarès

### Club
- Coppa d'Inghilterra: 1

Portsmouth: 2007-2008
- Campionato francese: 1

Montpellier: 2011-2012

### Individuale
- Capocannoniere del campionato egiziano: 1

1999-2000 (17 gol)